# 熊 (纪录片)
《熊》（韓語：곰），為韓國MBC電視台於2018年推出的电视纪录片，由曾經參與《亞馬遜的眼淚》、《南極的眼淚》、《昆蟲，偉大的本能》等多部紀錄片的金振萬PD執導，而由丁海寅、朴娜萊等人旁白配音，節目主軸為描述著地球上因為人類的野心而正在消失中的所有熊類，為了見到這些藏身在人跡罕至的森林深處的熊群。

## 各集內容
| 集數 | 播放日期      | 標題     |
| ---- | ------------- | -------- |
| 1    | 2019年2月11日 | 熊之地   |
| 2    | 2019年 月 日  | 熊之沒落 |
| 3    | 2019年 月 日  | 公眾之熊 |

## 外部連結
- Daum上《熊》的資料